# 信阳站
信阳站原名信阳州站，是位于河南省信阳市溮河区新华东路（原和平路）的一个铁路车站，有京广铁路、宁西铁路经过。车站建于1902年、属武汉铁路局管辖的一等站，办理的客运业务包括旅客乘降、行李及包裹的托运；货运业务包括整车、零担货物发到、办理整车货物承运前保管，且办理集装箱业务，不办理整车爆炸品及一级氧化剂发到

## 历史
信阳站始建于1902年，为京广铁路江北段（原京汉铁路）使用时间最长的车站。
2018年10月10日至2019年1月15日，配合信陽站改擴建工程，本站暫停客運業務，所有旅客列車暫不停靠本站。同時本站行包运输业务於2018年11月1日至2019年1月15日暫停辦理。
2019年1月16日，信阳站改扩建工程完成並重開，北站房投入使用。

## 车站结构

### 站房
现有南站房于1992年所建，1993年5月11日投入使用。2006年外观改造完成了；北站房于2019年建成投用。

### 站场
信阳区段站为客货纵列式布置，由北而南依次是信阳客站、上行到发场、和并列下行到发场、调车场。江岸机务段信阳整备车间设在客站北端东侧、信阳派驻机车折返段位于下行场北端、上行场东侧。车站老货场位于客站北端站房西侧，新货场并列在上行场西侧。
| 西北↑ |      | 北站房                                          |  |
|       | 侧式 |                                                 |  |
| 13道  | 6    | 到发线                                          |  |
| Ⅶ道   |      | （信阳北站）宁西铁路 上行正线（平桥站、下行场） |  |
| 11道  | 5    | 到发线                                          |  |
|       | 岛式 |                                                 |  |
| 9道   | 4    | 到发线                                          |  |
| Ⅵ道   |      | （信阳北站）宁西铁路 下行正线（平桥站）         |  |
| 5道   | 3    | 到发线                                          |  |
|       | 岛式 |                                                 |  |
| 3道   | 2    | 到发线                                          |  |
| Ⅰ道   |      | （彭家湾站）京广铁路 下行正线（上行场）         |  |
| Ⅱ道   |      | （彭家湾站）京广铁路 上行正线（上行场）         |  |
| 4道   | 1    | 到发线                                          |  |
|       | 侧式 |                                                 |  |
| 东南↓ |      | 南站房                                          |  |

## 下辖场站所
信阳站行政组织由中国铁路武汉局集团有限公司直属，属其下辖运输站段中的车务机构。办公地址为信阳市二七街（原信阳车务段在天桥街）。截至2021年，车站下辖场站有:282-283、294：
- 京广高速铁路1站：信阳东站，2012年9月28日交车站管理。
- 京广铁路4站：东双河站、柳林站、李家寨站、鸡公山站，于2018年5月4日交车站管理。
- 鸡杨铁路1站：武胜关站，于2018年5月4日交车站管理。
- 宁西铁路7站：息县站、罗山站、闵岗站、平桥站、信阳北站、信阳西站、小林站，其中信阳北站于2004年1月6日交车站管理，余下车站于2005年4月6日原信阳车务段撤销后交车站管理。